# Elataria
Elataria (griechisch Ελαταριά (f. sg.)) ist ein Bergdorf in Griechenland, etwa 15 km von der Stadt Paramythia entfernt. Es gehört zum Gemeindebezirk Paramythia der Gemeinde Souli in der Region Epirus. Elataria liegt auf einer 1400 m hohen Bergreihe nördlich von Paramythia. Heute wird das Dorf nur während der Sommerzeit von zwei bis fünf Familien bewohnt, die ihr Vieh über den Sommer in der freien Natur weiden lassen. Jährlich, am 15. August, findet dort das in der Region bekannte Fest der Panagia (Mutter Jesu) statt. Bei diesem Fest kommen bis zu 1000 Menschen aus der Umgebung, traditionell meist schon am Vortag und übernachten in Zelten in der freien Natur. Beim eigentlichen Fest am 15. August wird das am Vortag von Bauern gespendete Fleisch zubereitet und kostenlos an alle Gäste verteilt. Der Ort ist mit einem Auto bis heute nur abenteuerlich zu erreichen. Auf dem Weg nach Elataria findet man die Einfahrt der neuen Autobahn Egnatia.

## Geschichte
1860 war das Dorf von bis zu 1500 Menschen bewohnt, die hauptsächlich von der Viehzucht lebten. Nach dem Zweiten Weltkrieg siedelten die Menschen nach und nach in tiefer gelegene Dörfer, hauptsächlich jedoch in die Stadt Parapotamos, die zu dieser Zeit noch Varfani hieß, um Landwirtschaft am Fluss Kalamas zu betreiben.